# Draco spilonotus
Espèce
Draco spilonotus est une espèce de sauriens de la famille des Agamidae.

## Répartition
Cette espèce est endémique de Sulawesi en Indonésie.

## Publication originale
- Günther, 1872 : On the reptiles and amphibians of Borneo. Proceedings of the Zoological Society of London, vol. 1872, p. 586-600 (texte intégral).